# Stuart Taylor
Stuart James Taylor (født 28. november 1980 i Romford, England) er en engelsk fodboldspiller, der spiller i Premier League-klubben Southampton. Han har tidligere repræsenteret blandt andet Arsenal og Aston Villa.